# Une poignée de salopards
Pour plus de détails, voir Fiche technique et Distribution.
Une poignée de salopards (Quel maledetto treno blindato) est un film de guerre italien d'Enzo G. Castellari, sorti en 1978.

## Synopsis
Quatre soldats indisciplinés de l'armée américaine et un lieutenant qui a refusé d'exécuter un ordre qui lui semblait inhumain échappent à la police militaire. C'est la campagne de France, 1944... Ils tentent de passer en Suisse. Après quelques accrochages sérieux avec les troupes allemandes, ils tuent, dans des circonstances imprévisibles, les membres d'un commando américain déguisés en soldats allemands.
Ayant établi le contact avec un groupe de maquisards français, ils adoptent l'identité de leurs malheureuses victimes et apprennent qu'ils sont chargés d'exécuter une opération très difficile. Un colonel parachuté de Londres peu après est contraint de les accepter, d'autant plus qu'ils se proposent (en échange de leur liberté) d'exécuter la mission.

## Fiche technique
- Titre original italien : Quel maledetto treno blindato (litt. « Ce maudit train blindé »)
- Titre français : Une poignée de salopards
- Titre anglais : The Inglorious Bastards
- Musique : Francesco De Masi
- Directeur artistique : Pier Luigi Basile et Aurelio Crugnola
- Costumes : Ugo Pericoli
- Photographie : Giovanni Bergamini
- Montage : Gianfranco Amicucci
- Producteur : Roberto Sbarigia
- Format :  Couleur (Telecolor) • 1.85 : 1 • 35mm
- Pays de production :  Italie
- Langue de tournage : italien, anglais, allemand, français
- Dates de sortie :
  - Italie : 8 février 1978
  - France : 28 février 1979

## Distribution
- Bo Svenson : Le lieutenant Robert Yeager
- Peter Hooten (VF : Philippe Ogouz) : Tony
- Fred Williamson (VF : Jacques Balutin) : Fred Canfield
- Michael Pergolani (VF : Gérard Hernandez) : Nick
- Jackie Basehart (VF : Marc François) : Berle
- Michel Constantin (VF : Georges Atlas) : Veronique
- Joshua Sinclair : Marshall (crédité sous le nom de John Loffredo)
- Massimo Vanni : Un membre de la Résistance française
- Enzo G. Castellari : Un officier allemand (non crédité au générique)
- Raimund Harmstorf : Adolf Sachs
- Ian Bannen (VF : Jean-Claude Michel) : Le colonel Charles Thomas Buckner
- Debra Berger (VF : Béatrice Delfe) : Nicole

## Autour du film
- Le film est partiellement inspiré des Douze Salopards. Son titre anglais, destiné à l'exportation internationale, est The Inglorious Bastards. Ce titre inspirera une trentaine d'années plus tard Quentin Tarantino pour son film Inglourious Basterds[2]. Bo Svenson et Enzo G. Castellari font de brèves apparitions dans le film de Tarantino.
- Michel Constantin, pourtant comédien français est ici doublé par un autre comédien français, voix régulière de l'acteur Lee Van Cleef
- Certains véhicules allemands ont la conduite et donc le volant à droite, ce qui n'est normalement présent que sur des véhicules anglais car tous les habitants du Commonwealth roulent à gauche de la chaussée.
- À noter que le film est passé totalement inaperçu à sa sortie en France. Le critique de cinéma Daniel Sauvaget écrivait à son sujet dans La Saison Cinématographique 79, page 322, numéro hors série XXIII de La Revue du cinéma : « Film de guerre traditionnel dans sa manière de casser du matériel et des soldats allemands, avec impunité et allégresse, cette production italienne de série se met au goût du jour en faisant de ses héros des mauvais soldats, antihéros cyniques, non-patriotes, déserteurs — mais parfaitement doués pour la guerre. (...) Scénario invraisemblable et fertile en détours inutiles, morale virile, clichés et stéréotypes (le noir, l'italo-américain, les maquisards français), invraisemblances, ruses banales de mise en scène, trucages grossiers (toiles peintes figurant les lointains dans les quelques prise de vues de paysages), réalisation techniquement sommaire — bref une œuvre quelconque et superflue. »